# Kataro
Kataro är ett periodiskt vattendrag i Burundi.   Det ligger i provinsen Cankuzo, i den östra delen av landet, 130 kilometer öster om huvudstaden Bujumbura.
Omgivningarna runt Kataro är en mosaik av jordbruksmark och naturlig växtlighet. Runt Kataro är det ganska tätbefolkat, med 155 invånare per kvadratkilometer.